# Dix Brèves Rencontres
Pour les articles homonymes, voir The Agatha Christie Hour.
Dix Brèves Rencontres  (The Agatha Christie Hour) est un recueil de dix nouvelles d'Agatha Christie, publié en 1982 au Royaume-Uni et en 1983 en France.
L'existence de ce recueil composite, qui reprend des nouvelles auparavant publiées dans d'autres recueils, résulte de la diffusion au Royaume-Uni de la série télévisée en dix épisodes The Agatha Christie Hour, diffusée du 7 septembre au 16 novembre 1982.
Les nouvelles nos 1, 2, 3, 6, 8 et 10 sont des nouvelles policières, celles nos 4, 5, 7 et 9 sont du genre fantastique. Excepté les nouvelles nos 2 et 3 qui mettent en scène Mr Parker Pyne, les autres nouvelles n'ont pas de personnage récurrent.

## Composition du recueil
1. Erreur d'aiguillage (The Girl in the Train)
2. Le Démon de midi (The Case of the Middle-Aged Wife)
3. Agence matrimoniale (The Case of the Discontented Soldier)
4. Le Signal rouge (The Red Signal)
5. Reflet de l'avenir (In a Glass Darkly)
6. Fleur de magnolia (Magnolia Blossom)
7. Le Vase bleu (The Mystery of the Blue Jar)
8. Un emploi princier (Jane in Search of a Job)
9. Le Quatrième Homme (The Fourth Man)
10. Un Noël pas comme les autres (The Manhood of Edward Robinson)

## Recueils et série télévisée
| Recueil français 1. The Girl in the Train, 2. The Case of the Middle-aged Wife, 3. The Case of the Discontented Soldier, 4. The Red Signal, 5. In a Glass Darkly, 6. Magnolia Blossom, 7. The Mystery of the Blue Jar, 8. Jane in Search of a Job, 9. The Fourth Man, 10. The Manhood of Edward Robinson | Recueil britannique 1. The Fourth Man, 2. The Case of the Discontented Soldier, 3. The Red Signal, 4. The Girl in the Train, 5. Magnolia Blossom, 6. Jane in Search of a Job, 7. In a Glass Darkly, 8. The Case of the Middle-aged Wife, 9. The Mystery of the Blue Jar, 10. The Manhood of Edward Robinson | Série télévisée 1. The Case of the Middle-Aged Wife 2. In a Glass Darkly 3. The Girl in the Train 4. The Fourth Man 5. The Case Of The Discontented Soldier 6. Magnolia Blossom 7. The Mystery of the Blue Jar 8. The Red Signal 9. Jane in Search of a Job 10. The Manhood Of Edward Robinson |

## Éditions
- (en) The Agatha Christie Hour, Glasgow, Collins, 1982, 190 p. (ISBN 0-00-231331-6), avec une jaquette illustrée par Ian Kestle.
- Dix Brèves Rencontres, Paris, Librairie des Champs-Élysées, coll. « Le Masque » (no 1723), 1983, 190 p. (ISBN 2-7024-1472-9, BNF 34742799)
- Dix Brèves Rencontres, Paris, Librairie des Champs-Élysées, coll. « Club des Masques » (no 567), 1985, 190 p. (ISBN 2-7024-1672-1, BNF 34839529)
- Dix Brèves Rencontres, Paris, Librairie générale française, coll. « Le livre de poche » (no 35018), 2005, 157 p. (ISBN 2-253-11417-0, BNF 40079425)